# 薛宏伟
薛宏伟（1963年12月—），男，汉族，山西闻喜人，中共党员，中国人民武装警察部队中将。第十四屆全國人大代表丶中共十九大代表。

## 生平
曾任空军师政委。2016年任空军航空大学政治委员。2019年任中部战区空军纪委书记，2021年任上海警备区政治委员。2022年6月，升任武警部队政治工作部主任。2024年12月，调任北部战区空军政委。